# Jeanne Quint Benoliel
Pour les articles homonymes, voir Benoliel.
Jeanne Quint Benoliel, née le 9 décembre 1919 à National City en Californie et morte le 23 janvier 2012, est une infirmière américaine qui a étudié le rôle des soins palliatifs infirmiers. Elle a créé un programme doctoral à l'école de soins infirmiers de l'université de Washington.

## Biographie
Benoliel a commencé ses études supérieures à l'université de Californie à San Diego et au San Diego State College. Elle est diplômée en soins infirmiers en 1941 au St. Luke's Hospital à San Francisco, puis obtient une licence à l'université d'État de l'Oregon en 1948. Elle travaille au service du corps infirmier de l'armée américaine en Nouvelle-Guinée et aux Philippines. Elle obtient une maîtrise de soins infirmiers à l'université de Californie à Los Angeles en 1955, puis elle effectue une formation de post-master en physiologie et en statistiques,,. En 1969, elle réalise un doctorat en sciences infirmières (DNSc) avec une spécialisation en sociologie et soins infirmiers à l'université de San Francisco,.

## Carrière
Elle commence sa carrière universitaire, en 1969 et 1970, comme enseignante dans les universités californiennes de Los Angeles et de San Francisco,. Elle fonde un programme de doctorat (le « Ph. D. program ») à l'école des sciences infirmières de l'université de Washington. Elle est la première titulaire de la chaire « Elizabeth Sterling Soule »,. Elle est responsable d'un projet connu sous le nom de services de transition, programme qui est centré sur les soins infirmiers apportés aux patients atteints de cancer en phase terminale,. Elle crée un fonds à l'université de Washington destiné aux étudiants en doctorat dont le sujet concerne des questions liées à la fin de vie. Aux côtés de Ruth McClorke, Benoliel établit un système d'échelle permettant de mesurer les effets négatifs, tant symptomatiques que fonctionnels, engendrés par les traitements sur les patients atteints du cancer. Ultérieurement, ce système de mesure est totalement validé et adopté.
Benoliel publie six livres et est la première infirmière à accéder à la fonction de présidente du groupe international de travail sur la mort et le deuil. En 1976, elle est conférencière invitée au 3e congrès annuel « Alexander Ming Fisher » sur la mort au Centre médical de l'université Columbia,.

## Distinctions
- 1983 : prix « Helen Nahm Research Lecture »[13].
- 2000 : « Légende vivante de l'Académie américaine des sciences infirmières »[14].
- 2002 : Lauréate du Lifetime Achievement Award de la société de soins infirmiers en oncologie (en)[15].
- 2002 : docteur honoris causa en sciences médicales de l'université Yale[16],[17].
- 2008 : prix Leading the Way de la Hospice & Palliative Nurses Association[18],[19].
- docteur honoris causa de l'université de San Diego et de l'université de Pennsylvanie[20],[5].

## Publications
Cette liste, non exhaustive, a pour objectif de récapituler les principales publications de l'infirmière américaine :
- (en) « Talking to patients about death. », Nursing Forum, vol. 9, no 3,‎ 1970, p. 254-268 (DOI 10.1111/j.1744-6198.1970.tb00450.x).
- (en) « Assessments of loss and grief », Journal of Thanology, no 1,‎ 1971, p. 182-194.
- (en) « The dying patient : A nursing dilemma. », Washington State Journal of Nursing, vol. 43, no 1,‎ 1971, p. 3-4.
- (en) « Anticipatory grief in physicians and nurses. », dans Schoenberg N. B., Carr A. C., Kutscher A. H., Peretz D., et Goldberg I. K., Anticipatory grief., New York, Columbia University, 1974.
- (en) « Nurses and the human experience of dying. », dans Field N H., New meanings of death, New York, McGraw-Hill, 1975, pages 124 à 142.
- (en) « The realities of work », dans Howard J., Strauss A. L. et al., Humanizing health care, New York, Wiley, 1975, pages 175 à 183.
- (en) « Conceptual precision and research about human dying. », Communicating Nursing Research,‎ 1977, p. 9237-9243.
- (en) « Social characteristics of death as a recorded hospital event. », Communicating Nursing Research, no 8,‎ 1977, p. 245-267.
- (en) « Death counseling and human development : Issues and intricacies. », Death Education, vol. 4, no 4,‎ 1981, p. 337-353 (DOI 10.1080/07481188108253354).
- (en) Death education for health professionals., Washington, DC, Hemisphere, 1982.
- (en) « Nursing research on death, dying, and terminal illness : Development, present state, and prospects. », Annual Review of Nursing Research, no 1,‎ 1983, p. 101-130.
- (en) « Advancing nursing science : Qualitative approaches. », Western Journal of Nursing Research, vol. 6, no 3,‎ 1984, p. 1-8 (DOI 10.1177/019394598400600306).
- (en) « Loss and terminal illness. », Nursing Clinics of North America, vol. 20, no 2,‎ 1985, p. 439-448.
- (en) « Health care delivery : Not conducive to teaching palliative care. », Journal of Palliative Care, vol. 4, nos 1-2,‎ 1988, p. 41-42.
- (en) « Ethical perspective : In favor of autonomy. », Rehabilitation Nursing : The Official Journal of The Association of Rehabilitation Nurses, vol. 14, no 5,‎ 1989, p. 254-255.
- (en) « The moral context of oncology nursing », Oncology Nursing Forum, vol. 20, no Supplément 10,‎ 1993, p. 5-12.
- (en) « Personal care in an impersonal world. », dans Morgan J. D., Personal care in an impersonal world : A multidimensional look at bereavement, Amityville, NY, Baywood, 1993, 3 à 13.
- (en) « Grounded theory and nursing knowledge. », Qualitative Health Research, no 6,‎ 1996, p. 406-428 (DOI 10.1177/104973239600600308).
- (en) « Loss and bereavement : Perspectives, theories, challenges. », Canadian Journal of Nursing Research, vol. 29, no 4,‎ 1997, p. 11-20.
- (en) « Expanding knowledge about women through grounded theory : Introduction to the collection. », Health Care for Women International, vol. 22, nos 1-2,‎ 2001, p. 7-9 (DOI 10.1080/073993301300003045).
- (en) « A holistic approach to terminal illness. », Cancer Nursing, vol. 1, no 2,‎ 1978, p. 143-149 (DOI 10.1097/00002820-197804000-00006).
- (en) R. McCorkle, L. Robinson, Nuamah I., Lev E. et Benoliel J. Q. (1998)., « The effects of home nursing care for patients during terminal illness on the bereaved’s psychological distress. », Nursing Research, vol. 47, no 1,‎ 1998, p. 2-10 (DOI 10.1097/00006199-199801000-00002).
- (en) « Delineation of qualitative aspects of nursing care. », Nursing Research, vol. 11,‎ 1962, p. 204-206 (DOI 10.1097/ 00006199-196211040-00004).
- (en) The nurse and the dying patient., New York, Macmillan, 1967.
- (en) « The nonaccountability of terminal care. », Hospitals: Journals of the American Hospitals Association, no 38,‎ 1964, p. 73-78.
- (en) « Institutional dying : A convergence of cultural values, technology and social organization. », dans Wass H., Berardo F. et Neimeyer R. A., Dying : Facing the facts, Washington, DC, Hemisphere (seconde édition), 1988, pages 159-184.
- (en) « Making war on death and on persons [Book review]. », Death Studies, vol. 18, no 5,‎ 1994, p. 549-553.
- (en) R. H. Steeves, D. L. Kahn et J. Q. Benoliel, « Nurses’ interpretation of the suffering of their patients. », Western Journal of Nursing Research, vol. 12, no 6,‎ 1997, p. 715-731 (DOI 10.1177/019394599001200602).

## Pour approfondir